# Natriumisethionat
Natriumisethionat, auch englisch sodium isethionate (SI) genannt, ist das Natriumsalz der 2-Hydroxyethansulfonsäure (Isethionsäure) und eignet sich wegen seiner ausgeprägten Polarität und Beständigkeit gegenüber mehrwertigen Ionen als hydrophile Kopfgruppe in waschaktiven Tensiden, den sogenannten Isethionaten (Acyloxyethansulfonaten). Als großvolumiges Chemieprodukt wurde Natriumisethionat im „High Production Volume (HPV) Chemical Challenge Program“ des US-Umweltministeriums EPA untersucht.

## Gewinnung und Darstellung
Natriumisethionat entsteht bei der Reaktion von Ethylenoxid mit Natriumhydrogensulfit in wässriger Lösung:
Um Verunreinigungen zu vermeiden und die Entstehung von (schwer zu entfernenden) Nebenprodukten zu unterdrücken, muss die Reaktion unter sorgfältiger Kontrolle von Massenverhältnissen und Prozessbedingungen durchgeführt werden. Überschüssiges Sulfit (SO32−) oder Bisulfit (HSO3−) würde zu unangenehm riechenden Folgeprodukten führen, höhere Anteile von Ethylenglycol oder Glycolethern ergeben hygroskopische und schmierige Tenside. Ethylenglycolhaltige konzentrierte SI-Lösungen können nachträglich durch kontinuierliche Extraktion mit z. B. Isopropanol von Ethylenglycol weitestgehend (<0,5 %) befreit werden. Daher wird in kontinuierlichen industriellen Verfahren unter exakter Kontrolle der Stöchiometrie der Reaktanden, der Temperatur, des pH-Werts und des Durchsatzes unter Sauerstoffausschluss in einem z. B. als Füllkörperkolonne ausgeführten ersten Reaktor aus Natronlauge und Schwefeldioxid eine wässrige Natriumhydrogensulfit-Lösung hergestellt, die mit einem geringen Überschuss an Ethylenoxid vermischt und in einem zweiten Rohrreaktor bei erhöhter Temperatur und Druck unter genauer Kontrolle des pH-Werts praktisch quantitativ zum Natriumisethionat umgesetzt werden.

## Eigenschaften
Prozessbedingt liegt die erhaltene wässrige Lösung bei einem schwach alkalischen pH-Wert um ca. 10 und einer Konzentration von 43 Gew.% Natriumisethionat vor und enthält weniger als 0,5 Gew.% Ethylenglycol. Für die Herstellung der Isethionate wird meist eine 53 Gew.%ige Lösung verwendet. Das feste SI ist ein farbloser, freifließender, nicht-hygroskopischer Feststoff, der sich sehr gut in Wasser löst und gut bioabbaubar ist. Wegen seiner ausgeprägten Hautverträglichkeit wird SI Seifen und flüssigen Hautreinigungsmitteln mit bis zu 15 Gewichtsanteilen zugesetzt.

## Verwendung
Der Zusatz von Natriumisethionat zu Galvanikbädern erlaubt höhere Stromdichten und geringere Konzentrationen als die wesentlich teurere Methansulfonsäure bei verbessertem äußeren Erscheinungsbild.
Aus SI sind auch die so genannten biologische Puffersubstanzen, wie z. B. HEPES, MES, PIPES usw. einfach zugänglich.
Die mit Abstand wichtigste Verwendung von Natriumisethionat liegt in der Herstellung  von Isethionaten. Diese sind besonders milde und gut schäumende Tenside, die sich zur Reinigung sensibler Haut eignen und daher vor allem in Babyseifen und -shampoos eingesetzt werden.